# مباريات الجوع (سلسلة أفلام)
سلسلة أفلام مباريات الجوع تتكون من أربعة أفلام خيال علمي ومغامرات، تستند إلى ثلاثية مباريات الجوع، للمؤلفة الأمريكية سوزان كولينز، من توزيع شركة ليونزغيت إنترتاينمنت، وقام ببطولتها جينيفر لورنس في دور كاتنيس إيفردين، جوش هوتشرسن في دور بيتا ميلاريك. والأفلام بدأت بمباريات الجوع (فيلم) (2012)، ثم مباريات الجوع: ألسنة اللهب (2013)، مباريات الجوع: الطائر المقلد - الجزء الأول (2014) وأخيرًا: مباريات الجوع: الطائر المقلد - الجزء الثاني (2015).

## سلسلة الأفلام

### مباريات الجوع
في مارس 2009، دخلت شركة ليونزغيت إنترتاينمنت على خط إنتاج فيلم مقتبس من مباريات الجوع، ضمن اتفاقية مشتركة أبرمتها مع شركة كلور فورس Color Force للإنتاج، التابعة لنينا جاكوبسون (رئيسة استوديوهات والت ديزني سابقًا) التي كانت قد حصلت - قبل بضعة أسابيع - على حقوق توزيع عالمية للرواية. بمجرد عقد الاتفاق، قام الاستديو، الذي لم يحقق أي ربح مالي طيلة السنوات الخمسة الماضية، بفض جميع تعاقداته السابقة ووقف جميع خططّه الإنتاجية الأخرى، وبيع ما لديه من أصول، في مسعى منه لتأمين ميزانية لإنتاج الفيلم، حيث قام بتأمين 88 مليون دولار أمريكي للبدء بعملية الإنتاج، وهي الميزانية التي عدّت في وقتها، واحدة من بين أكبر الميزانيات التي رُصِدت للإنتاج. وقد تحدّث جيسون درافيس، مدير أعمال كولِنز، عن الأمر قائًلا: «أنهم (ليونزغيت) كانوا قد اتفقوا مع الجميع (لإنتاج الفيلم)، لكنّهم (مع ذلك) طلبوا منّا عبر مندوب خاص» مساعدتهم في نيل حق امتياز إنتاج الفيلم، الذي كانت عدة شركات تتنافس للحصول عليه. وقد هدفت الشركة أن تحصل من نظام جمعية الفيلم الأمريكي لتقييم الأفلام، على تصنيف بي جي-13، في مسعى منها لملائمته لأوسع شريحة ممكنة من الجمهور، في حين عملت كولِنز بنفسها على تكييف نص الرواية للفيلم المقتبس، بالتعاون مع كاتب السيناريو بيلي راي وغاري روس الذي أختير لإخراج الفيلم. وكانت الشركة قد وعدت كولِنز أن يظل الفيلم مُخلصًا تمام الإخلاص للرواية الأصلية، وهو ما تمّ، حيث قال روس إنه «شعر أن الطريقة الوحيدة لإنجاح الفيلم حقًا، كانت بأن يظل محافظًا على ذاته بالكامل»، ذلك أنّ مجريات الرواية، التي تُسرد - بواسطة كولِنز - على لسان بطلتها (بضمير المُتكلّم)، كانت تقتضي ذلك.
اُختيرت الممثلة جنيفر لورانس، البالغة - حينها - من العمر 20 عامًا، في دور البطولة، لتُمثّل دور كاتنيس إيفردين. على الرغم من أن لورنس كانت، أكبر بأربع سنوات من الشخصية عندما تم البدء في تصوير الفيلم، إلّا أن كولِنز، أعربت عن دعمها لجنيفر، قائلة أن دور كاتنيس يتطلّب «نضجًا وقوة معينة»، وهي تُفضّل أن تكون الممثلة - التي ستلعب الدور - أكبر من سن الشخصية. مضيفة أن لورانس كانت «الشخص الوحيد الذي استحوذ حقًا على الشخصية التي كُتِبَت في الكتاب» وأنها «تتمتع بكل المواصفات الأساسيّة اللازمة للعب دور كاتنيس». لورنس من جهتها، مع أنها من المعجبين بالرواية، إلّا أنها تخوّفت من ضخامة الإنتاج، وهو الأمر الذي استغرق منها ثلاثة أيام لتعلن عن موافقتها للمشاركة في الفيلم. لاحقًا انضمّ كل من جوش هوتشرسن وليام هيمسورث إلى فريق التمثيل، في دور بيتا مالارك وغايل هاوثورن، على التوالي. وتم البدء في إنتاج الفيلم في أواخر ربيع العام 2011، وأُصدِر في 23 مارس 2012. وقد حقّق في يوم الافتتاح 67,3 مليون دولار أمريكي، و152,5 مليون دولار أمريكي في رقم قياسي غير تكميلي، في أوّل أسبوع من إصداره، ممّا جعله في المركز الرابع في قائمة الأفلام التي جلبت - في أسبوع الافتتاح - أعلى الإيرادات في أمريكا الشمالية، وذلك بعد، المنتقمون، هاري بوتر ومقدسات الموت – الجزء 2 وفارس الظلام. وهو أوّل فيلم، بعد صدور فيلم الأفاتار، يتصدّر شباك التذاكر في أمريكا الشمالية، في المركّز الأول لأربع أسابيع مُتتالية. وقد أعقبه في العام 2013، صدور الجزء الثاني من الفيلم، بعنوان مباريات الجوع: ألسنة اللهب، التي استند بدوره على الرواية الثانية التي حملت نفس الاسم من ثلاثية مباريات الجوع.

### مباريات الجوع: ألسنة اللهب
أعلنت شركة ليونزغيت إنترتاينمنت، التي كانت قد اشترت حق تحويل ثلاثية مباريات الجوع إلى سلسلة أفلام سينمائية، أن الفيلم المقتبس عن الرواية، الذي عنونته بمباريات الجوع: ألسنة اللهب، سيصدر في 22 نوفمبر 2013، كتتمة لفيلم مباريات الجوع المقتبس من الجزء الأوّل من السلسلة، الذي سبق لها أن أنتجته وعُرِض في دور السينما في مارس العام 2012. غاري روس مخرج الفيلم الأوّل، أعلن في أبريل 2012، أنّه لن يقوم بإخراج السلسلة، بسبب «ضغط» و«ضيق» جدول العمل على حد تعبيره. بعد شهر من ذلك، تحديدًا في 3 مايو 2012، أعلنت شركة الإنتاج - رسميًا - أن فرانسيس لورانس سيكون هو المخرج فيلم ألسنة اللهب المقتبس من الرواية. إضافة إلى جينيفر لورنس التي تمثّل دور كاتنيس إيفردين وبقية ممثلي الجزء الأوّل من الفيلم، أُختير كل من: جينا مالون في دور جوانا مايسون، فيليب سيمور هوفمان في دور بلوتارك هيفنزبي، لين كوهن في دور ماغز، آلان ريتشسون في دور غلوس، سام كلافلن في دور فينيك أوداير، وجيفري رايت في دور بيتي. بدأ الإنتاج رسميًا في 10 سبتمبر 2012 وانتهى في 21 ديسمبر 2012. صوّرت المشاهد الأولى من الفيلم في مدينة ومحيط أتلانتا في جورجيا. كما أُخِذت العديد من مشاهد المقاطعة الحادية عشرة في المناطق الريفية من مقاطعة ماكون في ولاية جورجيا، فيما صوّرت بقية مشاهد الفيلم في جزيرة هاواي. أمّا بعض المشاهد المشجرة - التي كانت تمثّل الأدغال - فقد صوّرت في مدينة أوكلاند بولاية نيو جيرسي.
عُرِض الفيلم رسميًا في صالات السينما في 23 نوفمبر 2013، وحقّق ناجحًا جماهيريًا في شبّاك التذاكر، قُدّر بأكثر من ثمانمائة مليون دولار أمريكي، ليُصبح خامس أعلى الأفلام دخلًا في شباك التذاكر في العام 2013، ومن جهة أخرى تلقى الفيلم آراءً إيجابية من النقاد، وأُشيد به أكثر من الجزء الأوّل، وحاز على جوائز عديدة، من بينها جائز فيلم العام في مهرجان إم تي في للأفلام.

### مباريات الجوع: الطائر المقلد
وكسابقاتها من روايات ثلاثية مباريات الجوع، حُوّلِت رواية الطائر المقلد إلى عمل سينمائي، لعب بطولته ذات الممثلين والممثلات الذين مثّلوا في الفيلمين المقتبسين السابقين (فيلم مباريات الجوع وفيلم ألسنة اللهب)؛ وكان على رأس هؤلاء الممثلين جينيفر لورنس بدور كاتنيس إيفردين. عملت الشركة المنتجة للعمل السينمائي المقتبس عن رواية الطائر المُقلِّد إلى تقسيم الفيلم الثالث إلى جزأين حملا اسم: مباريات الجوع: الطائر المقلد - الجزء الأول ومباريات الجوع: الطائر المقلد - الجزء الثاني، وأعلنت أنهما سيكونان الفيلمين النهائيين في سلسلة أفلام مباريات الجوع. وقد عُهِد إخراجهما إلى المخرج فرانسيس لورانس، الذي حقّق نجاحًا كبيرًا بإخراجه الفيلم المقتبس عن رواية ألسنة اللهب. كما أُسنِد لجوليان مور دور الرئيسة كوين حاكمة المقاطعة الثالثة عشرة.
صدر الجزء الأول من الفيلم في 21 نوفمبر 2014، ثم صدر الجزء الثاني في 20 نوفمبر 2015. وقد حقّق كلا الفيلمين نجاحًا جماهيريًا كبيرًا ووصلت إيراداتهما في شباك التذاكر إلى 755,4 و653.4 مليون دولار أمريكي على التوالي، حيث حاز الأوّل على المركز الخامس في قائمة أعلى عشرة أفلام جمعًا للإيرادات لعام 2014 بينما حصل الآخر على المركز التاسع في قائمة العام 2015، كما نال كلا الفيلمين إشادات وجوائز عديدة.

## روابط خارجية
- مباريات الجوع على موقع روتن توميتوز (الإنجليزية)